# 愛德華·埃勒斯
愛德華·勞里茨·埃勒斯（丹麥語：Edvard Laurits Ehlers，1863年3月26日—1937年5月7日）是一名丹麥皮膚病學家。他的名字被命名為一組罕見的遺傳性結締組織疾病，統稱為埃勒斯-當洛斯症候群（EDS），這些疾病在20世紀初以法國的亨利-亞歷山大·當洛斯命名。
埃勒斯作為哥本哈根市長的兒子長大，並於1891年取得醫學資格。在接下來的幾年裡，他在柏林、弗羅茨瓦夫、維也納和巴黎進行深造。他在冰島研究痲瘋病的衰退，並因其研究獲得倫敦國家痲瘋病基金的獎勵。1906年，他被任命為哥本哈根弗雷德里克斯醫院皮膚科綜合診所的主任。1911年至1932年，埃勒斯是哥本哈根市立醫院的院長。
出生於丹麥的澳大利亞藝術家蘇珊娜·莫頓（Sussanne Morton，1963年－）是他的孫女。